# Portugiesische Streitkräfte
Die Portugiesischen Streitkräfte (portugiesisch: Forças Armadas Portuguesas) sind das Militär der Portugiesischen Republik.

## Teilstreitkräfte
- Heer: Exército Português
- Marine: Marinha Portuguesa
- Luftstreitkräfte: Força Aérea Portuguesa
- Nationalgarde: Guarda Nacional Republicana

## Oberbefehlshaber
Der Präsident, der alle fünf Jahre direkt in allgemeinen Wahlen bestimmt wird, ist Oberbefehlshaber der Streitkräfte.

## Wehrpflicht
Die bis 2003 herrschende allgemeine Wehrpflicht ist ausgesetzt. Die Dienstzeit betrug:
- 4–8 Monate Landstreitkräfte
- 4–12 Monate See- bzw. Luftstreitkräfte

## Geschichte

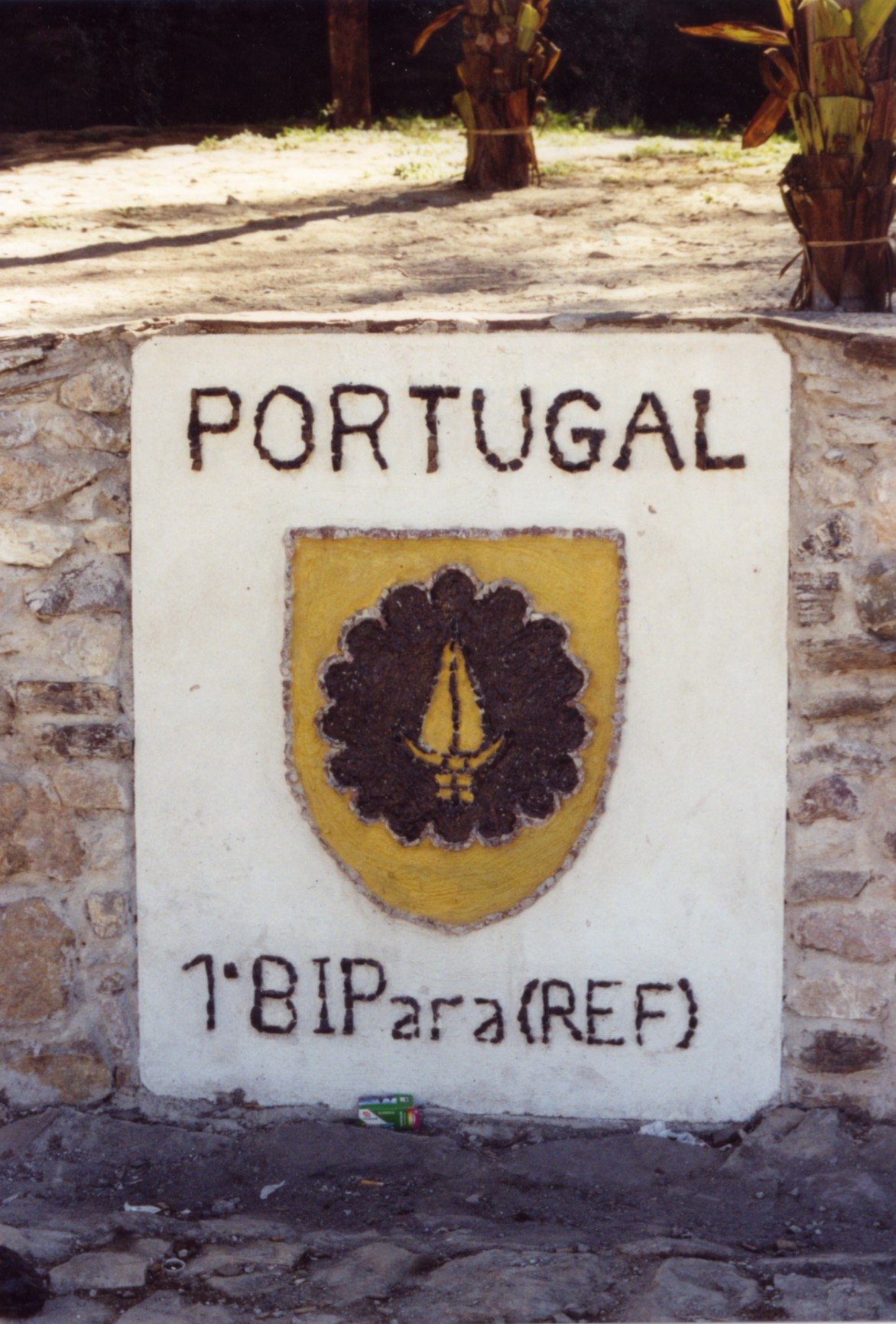
Gedenktafel am Praça dos Templários in Maubisse (Osttimor) für portugiesische Fallschirmspringer

Portugal hatte als führende Kolonialmacht seit dem Mittelalter eine, bezogen auf die Größe des Landes, relativ starke Armee und eine sehr starke Marine.
Im März 1916 trat das Land auf Seiten der Entente in den Ersten Weltkrieg ein. Portugal mobilisierte ein Expeditionskorps mit bis zu 100.000 Soldaten, von denen etwa 7.000 bis zum Ende des Krieges fielen. Im Zweiten Weltkrieg war das Land neutral, obwohl Japan Macau und Portugiesisch-Timor besetzte (siehe Schlacht um Timor).
Portugal ist seit 1949 Mitglied der NATO.
Ab 1960 begann der Kolonialkrieg, der besonders in Afrika (Angola, Mosambik, Guinea-Bissau) mit großer Härte geführt wurde, aber von Portugal trotz des Einsatzes von bis zu 150.000 Mann an Kolonialtruppen, Siedlermilizen, einheimischen Hilfsoldaten und südafrikanischen bzw. südrhodesischen Söldnern nicht gewonnen werden konnte. Mit der Nelkenrevolution beendete 1974 ein unblutiger Militärputsch die jahrzehntelange Diktatur des Estado Novo. Nach demokratischen Wahlen 1975 zog sich das Militär langsam aus der Politik zurück. Portugal verfügt heute über eine zwar kleine, aber relativ moderne Marine.
Beim Zweiten Golfkrieg war Portugal Mitglied der von den USA geführten Koalition gegen den Irak. Ab 1999 waren die portugiesischen Streitkräfte bei den Internationalen Streitkräften Osttimor (INTERFET) und International Stabilization Force (ISF) in Osttimor beteiligt, seit 2001 auch in der International Security Assistance Force (ISAF) in Afghanistan.

## Truppenstärke und Ausrüstung

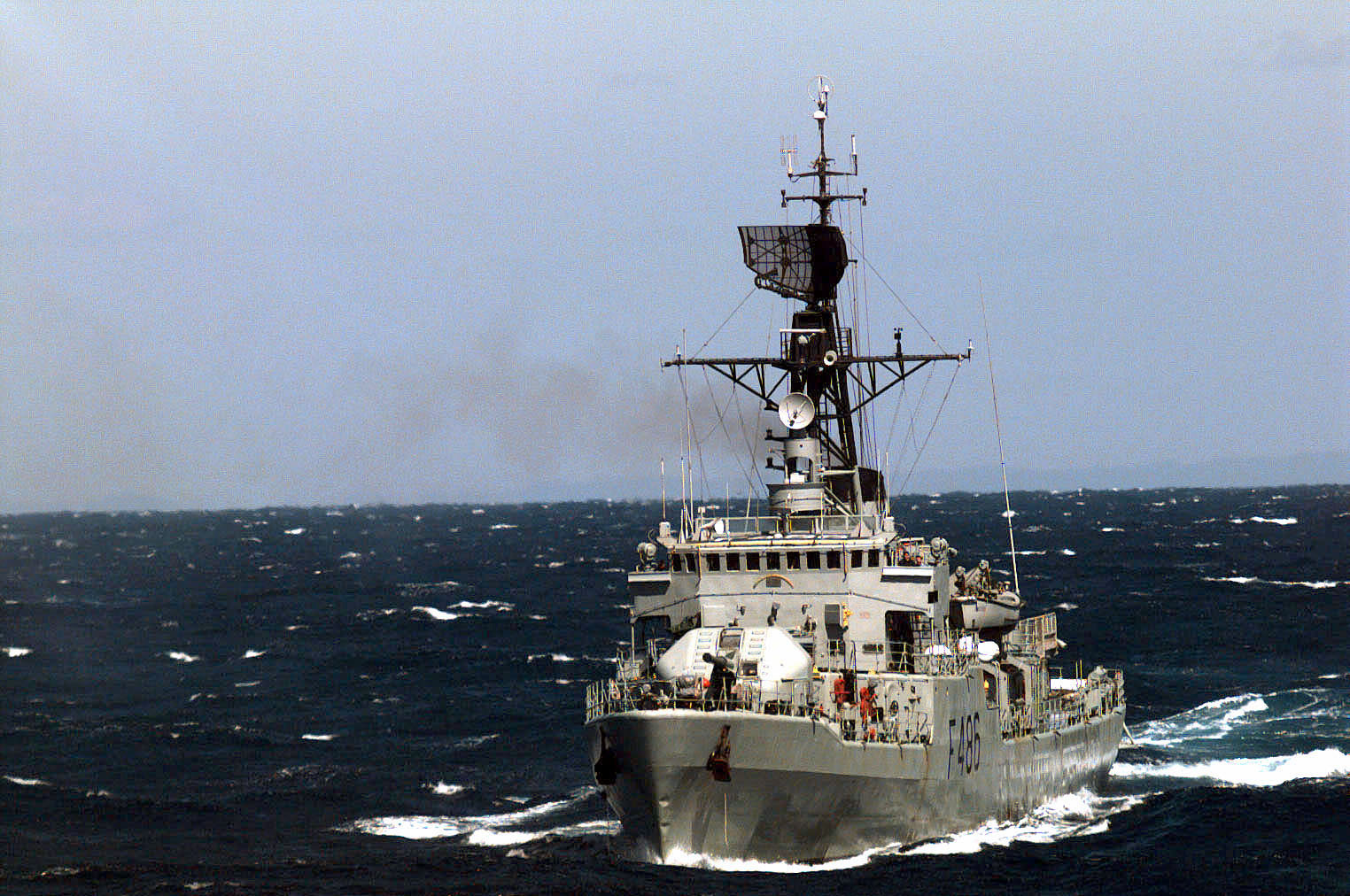
Frontansicht der Baptista de Andrade

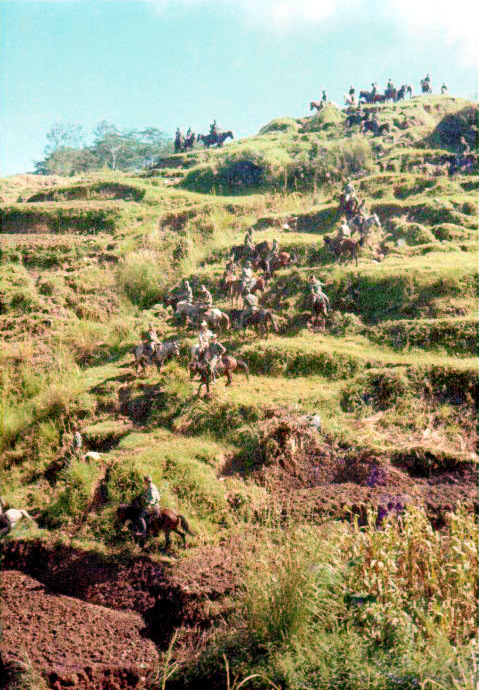
Koloniale Kavallerie in Portugiesisch-Timor

### Truppenstärke
- Heer: ca. 17.800
- Marine: ca. 8.600
- Luftwaffe: ca. 6.600

Quelle: 

### Ausrüstung
- Heer
  - 37 Kampfpanzer
  - 465 Transportpanzer
  - 83 Spähpanzer
  - weitere gepanzerte Fahrzeuge
  - 18 155-mm-Panzerhaubitzen
  - 40 155-mm-Feldhaubitzen
  - 42 105-mm-Feldhaubitzen
- Marine
  - 5 Fregatten
  - 2 U-Boote
  - 19 Patrouillenboote
  - 3 Hilfsschiffe
  - 5 Hubschrauber
  - 1 Drohnenträger
- Luftwaffe:
  - 21 Kampfflugzeuge
  - 8 Seeaufklärer
  - 13 Transportflugzeuge
  - 17 Hubschrauber
  - 19 Schulflugzeuge